# Francesc Neira i León
Francesc Neira i León (Muíños, febrer de 1953) és un sindicalista i polític català d'origen gallec.

## Biografia
Emigrà a Barcelona amb la seva família cap al 1963. Des del 1971 treballà com a mecànic a l'empresa MACOSA, on es mantingué en actiu fins al 1982. Afiliat al PSC-PSOE i a la UGT des de 1974, des del 1979 ha estat secretari general de la secció de Metall d'UGT de Catalunya i és membre del Comitè Federal UGT-Metall.
Fou elegit diputat del PSC-PSOE per la província de Barcelona a les eleccions generals espanyoles de 1982, i fou vocal Comissió d'Investigació de l'Evolució i Situació del grup Rumasa. Va revalidar l'escó a les 1986, 1989 i 1993., i durant aquests mandats fou membre de la Comissió d'Economia, Comerç i Hisenda i de la Comissió de Política Social i Treball.
El 1988 es llicencià en dret i és dirigent del gabinet jurídic de la UGT. També ha estat membre del consell nacional del PSC-PSOE, de la Fundació Rafael de Campalans i membre del Consell de Ciutat de Barcelona en representació dels sindicats. El 2012 fou un dels juristes signants del Manifest dels Juristes contra la Reforma Laboral del govern de Mariano Rajoy.